# ブラッキー (ギター)

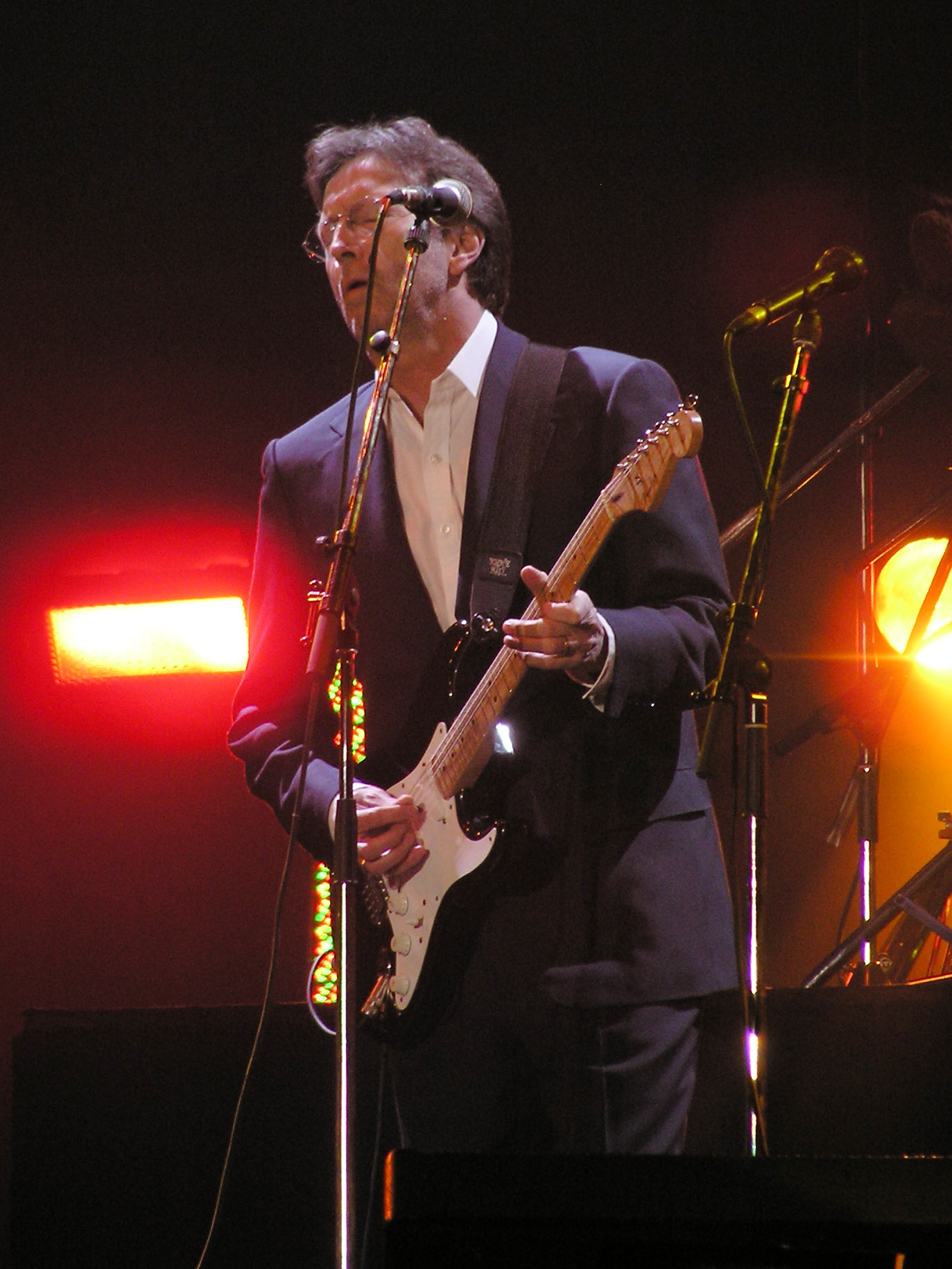
ブラッキーを演奏するエリック・クラプトン

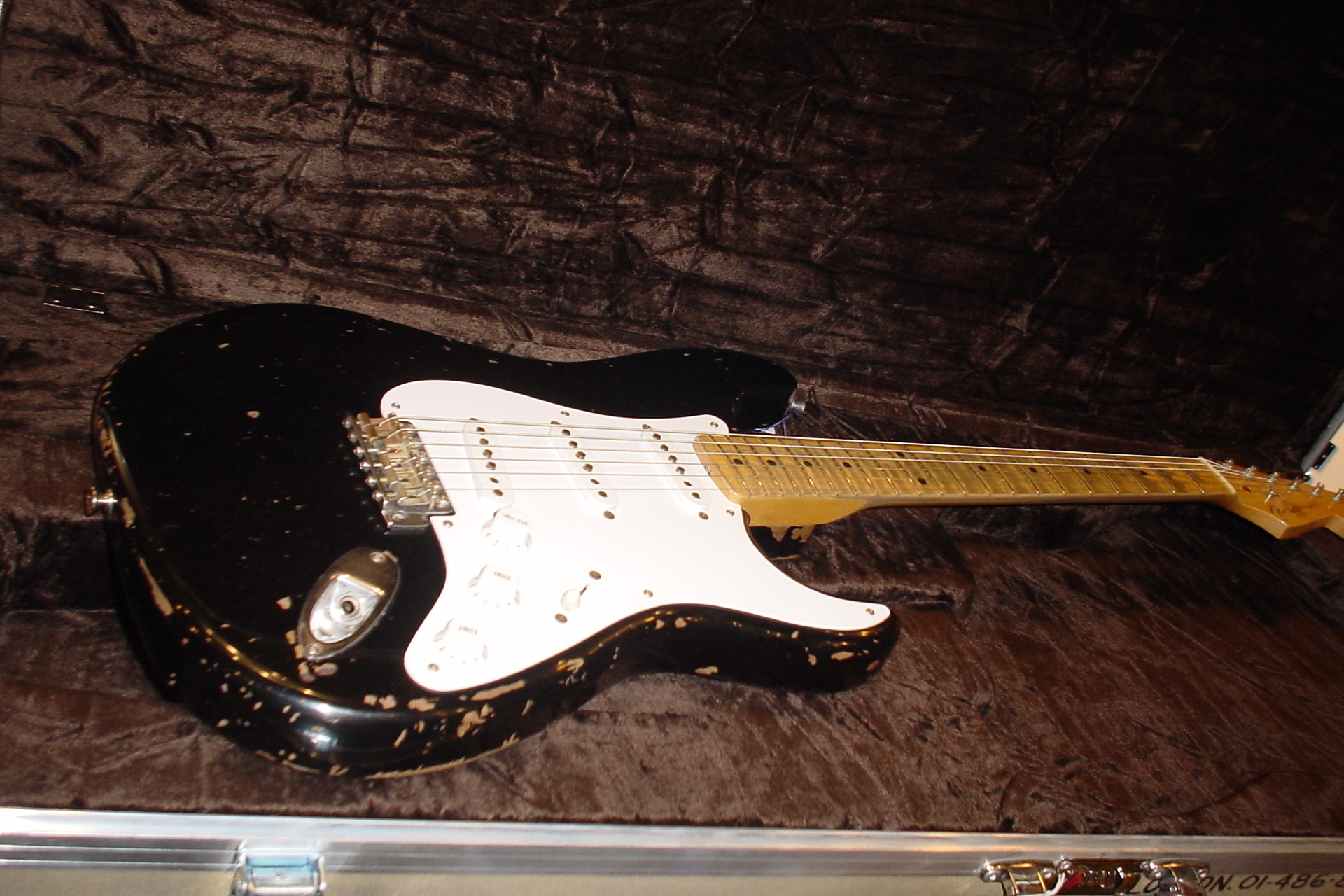
ブラッキー（エリック・クラプトン・トリビュート・モデル）

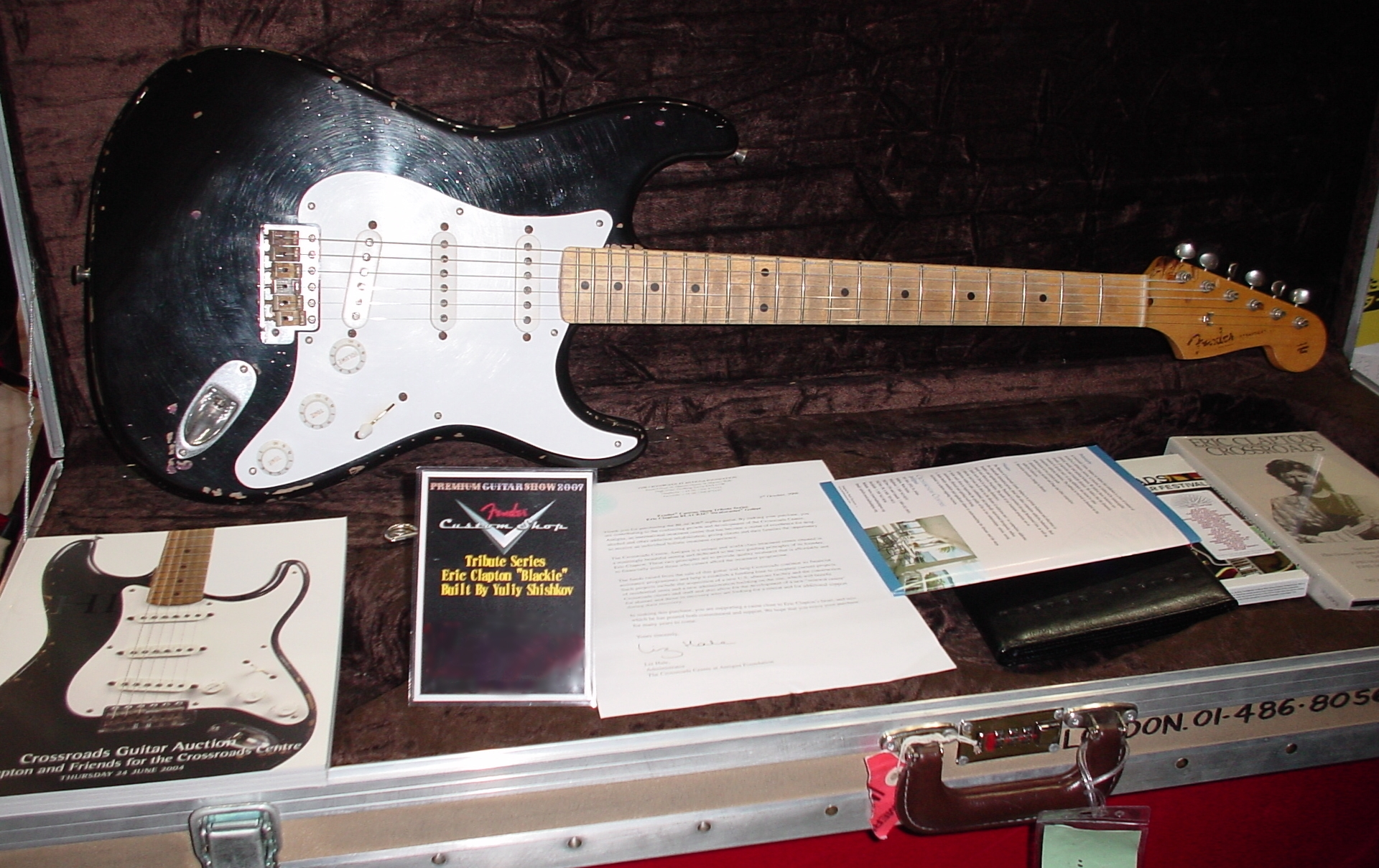
ブラッキー（エリック・クラプトン・トリビュート・モデル）

ブラッキー (Blackie) は、エリック・クラプトンが愛用したフェンダー・ストラトキャスターに名付けられた愛称。および、この個体をもとにフェンダー社のカスタムショップが製造販売したストラトキャスターの商品名。
「ERIC CLAPTON STRATOCASTER」はフェンダー社の商標として登録され、R(レジスター)マークが添付されている。

## 歴史
クラプトンは1970年にジミ・ヘンドリックスとブラインド・フェイスのバンドメイトであるスティーヴ・ウィンウッドの影響を受け、それまで使用していたギブソンのギターではなく、ストラトキャスターを使用するようになった。始めに使っていたストラトキャスターは2カラー・サンバースト（ブラウン・サンバースト）のフィニッシュだったので、ブラウニーという名前を付け、『いとしのレイラ』で使用した。
同じ年、クラプトンはナッシュビルにある「Sho-Bud」という楽器店に入り、ここで6本のヴィンテージ・ストラトキャスターをそれぞれ"一本たった100ドル"で購入した。6本のうち3本をジョージ・ハリスン、ピート・タウンゼント、スティーヴ・ウィンウッドに譲り、残された3本を分解して最良のパーツを選び出して（1956年～1957年のものだった）、このブラッキーを組み上げた。この名前の由来はフィニッシュがブラック（黒）だったからである。同年代のストラトキャスターで黒はオプションのカラーだった。
ストラトキャスターは当時ジャガーやジャズマスターにシェアを奪われ、不人気機種とされていた為、一時生産打ち切りを真剣にフェンダー社が考えたほどであったことから、楽器店のみならず質屋でも捨て値同然で売られていたため、クラプトンもこれだけのギターをまとめて買うことができたという事情がある。その後ジミ・ヘンドリクスの登場によってストラトキャスターが再評価されるまでこの傾向は続いた。
初めて演奏されたのは1973年1月13日で、アルバム『エリック・クラプトン・レインボー・コンサート』にその模様が残されている。クラプトンはその後もステージ、スタジオ、プライベートと弾き続けて、ヒット作を多数残す。しかし1985年に行われたハートフォードでの公演を最後に、老朽化を理由にブラッキーを引退させてしまう。毎日のように弾き続けていたため、メイプル製ネック自体の木材が大きく磨り減り、スキャロップ指板のようだったという。電気系統には全く問題はなかったものの、フレットも指板にめり込み、ネックの中央部分では1弦と6弦がはみ出しそうな程に摩滅してしまったため修正が不能となり、演奏性にも問題が出ていたのが引退に至った理由である。

## 世界最高額のギター
2004年、クラプトンが設立したドラッグとアルコールのリハビリ施設、クロスロード・センターを支援するために、ブラッキーがクリスティーズの競売に出品された。これを楽器チェーン店を経営するギター・センターが95万9500ドルで競り落とし、史上最も高価なギターとなった（これは2006年に他のストラトキャスターが260万ドルで競り落とされるまで続いた記録となった）。
2006年11月24日、フェンダー社はブラッキーを復刻して限定275本を販売。発売後の数時間で売り切れ、収益の一部はクロスロード・センターへ寄付された。

## その他
1980年代末に登場したエリック・クラプトンモデル・ストラトキャスターのネックのグリップは、このブラッキーのネックをプロファイリングした上で、エリック・クラプトン本人の好みや所有しているギターのネックを基に、最もベストのグリップとなる形状を決めている。
現在同社から発売されている「Eric Clapton Stratocaster®」は、1980年代後半にフェンダーがエリック・クラプトン氏のために開発した近代的なストラトキャスターであり、ブラックの個体に関しては、ヘッドに"BLACKIE"との表記があり混同されやすいが、正確には「Blackie」ではない。